# Quần đảo Tây Estonia

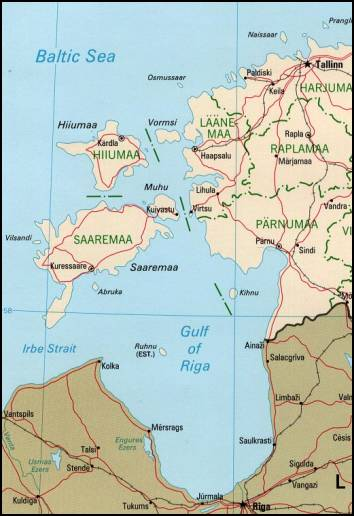
Quần đảo Moonsund.

Quần đảo Tây Estonia (tiếng Estonia: Lääne-Eesti saarestik, còn gọi là quần đảo Moonsund) là một nhóm đảo nằm ở tây Estonia, quanh Väinameri, tọa lạc trong vùng biển Baltic. Tổng diện tích khoảng 4.000 km2 (1.500 dặm vuông Anh).

## Các đảo
Các đảo chính gồm:
- Saaremaa
- Hiiumaa
- Muhu
- Vormsi

Và chừng 900 đảo khác nhỏ hơn.

## Khu bảo tồn
UNESCO đã thiết lập khu bảo tồn sinh quyển quần đảo Tây Estonia năm 1990 theo chương trình Con người và Sinh Quyển.